# Alternatiba
Alternatiba, inicialmente conocido como Alternatiba Eraikitzen («Construyendo la Alternativa» en euskera), es un partido político español activo en el País Vasco y Navarra, cuyo ámbito de actuación, según sus estatutos, es Euskal Herria (dichas comunidades autónomas y el País Vasco francés). Surgió en 2009 por una escisión de Ezker Batua-Berdeak. Forma parte de Euskal Herria Bildu y ha sido miembro de las coaliciones electorales Bildu y Amaiur.

## Trayectoria

### Origen
En la VII Asamblea de Ezker Batua-Berdeak, celebrada en mayo de 2008, un sector crítico encabezado por el entonces parlamentario Oskar Matute y otros miembros de la posterior plataforma Alternatiba Eraikitzen («Construyendo la Alternativa») se postuló para la dirección del partido, recibiendo el apoyo de las corrientes internas Batzen y Encuentro Plural Alternativo. Ambos grupos coincidían en su apuesta por abandonar el pacto tripartito del Gobierno Vasco con el PNV y EA por considerar que limitaba su proyección de izquierda. Sin embargo, un acuerdo a última hora del Partido Comunista de Euskadi (EPK-PCE), que hasta entonces también se había mostrado discrepante con la gestión del coordinador general, permitió a Javier Madrazo seguir al frente del partido.
Alternatiba Eraikitzen se constituyó en Bilbao el 13 de diciembre de 2008 con el objetivo de «recomponer una izquierda política fuerte y con perspectiva de futuro», según declararon sus promotores, y se inscribió en el registro de partidos políticos del Ministerio del Interior el 2 de febrero de 2009. El abandono, no obstante, no se produjo hasta la dimisión de Madrazo como coordinador general como consecuencia del mal resultado de la formación en las elecciones al Parlamento Vasco de 2009. Así, el 29 de abril de ese mismo año los miembros de Alternatiba Eraikitzen anunciaron el abandono de Ezker Batua debido a su desacuerdo con las decisiones adoptadas por la cúpula del partido, adoptando el nombre de Alternatiba y declarando su intención de convertirse en un partido político autónomo, con la participación de militantes de Ezker Gogoa (escisión de Zutik) y de otros movimientos sociales.
En aquel momento sus representantes afirmaron contar con 200 militantes, lo que supondría el 15 % de la militancia de Ezker Batua-Berdeak. El 31 de octubre de 2009 se celebró la asamblea constituyente, definiéndose Alternatiba como una organización política «netamente de izquierdas», «radicalmente democrática, no violenta y anticapitalista», «de alternativa social, soberanista y euskaltzale» (vascófila), «feminista y ecologista».

### Izquierda soberanista
Un año después, el 30 de octubre de 2010 celebraron su primera Asamblea Nacional, en la que apostaron por la confluencia estratégica de los partidos soberanistas de izquierdas sobre la base de un decálogo de principios, y anunciaron una ronda de contactos con Eusko Alkartasuna (EA), Aralar y la izquierda abertzale ilegalizada (con los que ya habían suscrito el Acuerdo de Guernica) para conseguir dicha unión para las elecciones locales y forales de 2011.
El 16 de enero de 2011, Alternatiba alcanzó un acuerdo estratégico con EA y la izquierda abertzale ilegalizada, para trabajar «de manera conjunta y prioritaria» en la «defensa de la soberanía de Euskal Herria» desde el rechazo a las «estrategias y expresiones violentas», pero desde una perspectiva de izquierdas. El acuerdo, denominado Euskal Herria ezkerretik («Euskal Herria desde la izquierda»), estaba circunscrito a los territorios de Navarra, Vizcaya, Guipúzcoa y Álava, y recogía el compromiso a largo plazo de «confrontar a la derecha en todos los ámbitos» y generar «alternativas que superen y trasciendan los actuales sistemas de dominación».
Posteriormente Alternatiba oficializó un acuerdo electoral con EA para presentarse conjuntamente a las elecciones forales del País Vasco, autonómicas de Navarra y municipales en la coalición Bildu. A dicha coalición se sumó la plataforma ciudadana navarra Herritarron Garaia, Araba Bai (escisión alavesa de Aralar) y otras personas independientes de la izquierda abertzale. Todos estos movimientos se ampararían en el acuerdo Euskal Herria ezkerretik firmado en enero de 2011 y su presentación oficial fue el 3 de abril de ese mismo año.
Tras los buenos resultados obtenidos por Bildu, que quedó como segunda fuerza política en el País Vasco (detrás del PNV) y cuarta en Navarra (detrás de UPN, PSN y NaBai), se propuso la creación de un frente soberanista junto con el PNV y Aralar para las elecciones generales de noviembre. Aralar acordó concurrir junto con las fuerzas de Bildu, mientras que el PNV rechazó confluir en esta alianza electoral, quedando así constituida la nueva coalición soberanista de izquierdas Amaiur. Esta alianza política se vio remozada con la coalición Euskal Herria Bildu, integrada por la izquierda abertzale, EA, Aralar y Alternatiba, de cara a las elecciones al Parlamento Vasco de 2012.
En 2015 varias decenas de militantes de Gorripidea, partido anticapitalista surgido de la disolución de Zutik, se integraron en Alternatiba, entre ellos su exportavoz Joxe Iriarte.

## Presencia institucional
Cuando se escindió, tres junteros de Ezker Batua-Berdeak pasaron a Alternatiba, uno en las Juntas Generales de Vizcaya y dos en las de Guipúzcoa, manteniendo sus escaños. Como consecuencia, la representación de EB-B quedó en dos junteros en cada una de las juntas generales, perdiendo el grupo parlamentario en las de Guipúzcoa.
En cuanto a su presencia en municipios importantes, en 2009 Alternatiba pasó a formar parte, en coalición con Aralar y junto con el grupo municipal del PSE-EE, de la Junta de Gobierno del Ayuntamiento de San Sebastián que hasta junio de 2011 presidía Odón Elorza (PSE-EE). De 2011 a 2015, la coalición integrada por Alternatiba, Bildu, fue quien gobernó en minoría dicho consistorio con sus ocho ediles. Además obtuvo la alcaldía del municipio guipuzcoano de Deva; ya que en esta localidad, Alternatiba no formó parte de la coalición Bildu. En ese periodo también gobernó, integrado en la coalición Bildu, la Diputación Foral de Guipúzcoa, cuyo entonces diputado de Política Social Ander Rodríguez es miembro de este partido.
En las elecciones al Parlamento Vasco de 2012 tres miembros de Alternatiba resultaron elegidos dentro de la candidatura de Euskal Herria Bildu; Oskar Matute y Arturo Muñoz lo fueron por la circunscripción de Vizcaya, y Diana Urrea por la de Guipúzcoa. Más tarde, Arritokieta Zulaika (EA) tomaría posesión del acta parlamentaria sustituyendo a Arturo Muñoz.
En las elecciones generales de España de 2016 Oskar Matute encabezó la lista de EH Bildu al Congreso por Vizcaya, resultando elegido diputado.